# Vela ai Giochi della XVI Olimpiade - Finn
La competizione della classe Finn  di vela ai Giochi della XVI Olimpiade si è svolta nei giorni dal 26 novembre al 5 dicembre 1956 nella Baia di Port Phillip.

## Partecipanti
| Nazione   | Skipper            | Nazione          | Skipper                |
| --------- | ------------------ | ---------------- | ---------------------- |
| Argentina | Esteban Berisso    | Gran Bretagna    | Richard Creagh-Osborne |
| Australia | Colin Ryrie        | Germania         | Jürgen Vogler          |
| Austria   | Wolfgang Erndl     | Irlanda          | Somers Payne           |
| Bahamas   | Kenneth Albury     | Italia           | Adelchi Pelaschiar     |
| Belgio    | André Nelis        | Birmania         | Lwin U Maung Maung     |
| Brasile   | Joaquim Roderbourg | Sudafrica        | Eric Bongers           |
| Canada    | Bruce Kirby        | Singapore        | Jack Snowden           |
| Danimarca | Paul Elvstrøm      | Svezia           | Rickard Sarby          |
| Figi      | Nesbit Bentley     | Unione Sovietica | Yury Shavrin           |
| Francia   | Didier Poissant    | Stati Uniti      | John Marvin            |

## Risultati
| Regata 1 26 novembre | Regata 1 26 novembre | Regata 1 26 novembre | Regata 1 26 novembre | Regata 2 27 novembre | Regata 2 27 novembre | Regata 2 27 novembre | Regata 2 27 novembre | Regata 3 28 novembre | Regata 3 28 novembre | Regata 3 28 novembre | Regata 3 28 novembre | Regata 4 30 novembre | Regata 4 30 novembre | Regata 4 30 novembre | Regata 4 30 novembre |
| Pos.                 | Nazione              | Tempo                | Punti                | Pos.                 | Nazione              | Tempo                | Punti                | Pos.                 | Nazione              | Tempo                | Punti                | Pos.                 | Nazione              | Tempo                | Punti                |
| -------------------- | -------------------- | -------------------- | -------------------- | -------------------- | -------------------- | -------------------- | -------------------- | -------------------- | -------------------- | -------------------- | -------------------- | -------------------- | -------------------- | -------------------- | -------------------- |
| 1                    | Danimarca            | 3-29:33              | 1402                 | 1                    | Belgio               | 3-38:03              | 1402                 | 1                    | Sudafrica            | 3-47:40              | 1402                 | 1                    | Danimarca            | 3-14:59              | 1402                 |
| 2                    | Stati Uniti          | 3-29:45              | 1101                 | 2                    | Stati Uniti          | 3-38:44              | 1101                 | 2                    | Germania             | 3-48:07              | 1101                 | 2                    | Belgio               | 3-16:39              | 1101                 |
| 3                    | Svezia               | 3-30:23              | 925                  | 3                    | Germania             | 3-38:45              | 925                  | 3                    | Italia               | 3-48:09              | 925                  | 3                    | Stati Uniti          | 3-17:07              | 925                  |
| 4                    | Australia            | 3-31:00              | 800                  | 4                    | Singapore            | 3-39:31              | 800                  | 4                    | Francia              | 3-48:20              | 800                  | 4                    | Sudafrica            | 3-17:30              | 800                  |
| 5                    | Canada               | 3-31:01              | 703                  | 5                    | Svezia               | 3-39:57              | 703                  | 5                    | Unione Sovietica     | 3-48:31              | 703                  | 5                    | Bahamas              | 3-18:52              | 703                  |
| 6                    | Belgio               | 3-32:30              | 624                  | 6                    | Gran Bretagna        | 3-40:02              | 624                  | 6                    | Canada               | 3-48:40              | 624                  | 6                    | Italia               | 3-19:03              | 624                  |
| 7                    | Italia               | 3-32:45              | 557                  | 7                    | Francia              | 3-40:12              | 557                  | 7                    | Gran Bretagna        | 3-49:18              | 557                  | 7                    | Svezia               | 3-19:10              | 557                  |
| 8                    | Gran Bretagna        | 3-33:01              | 499                  | 8                    | Danimarca            | 3-40:13              | 499                  | 8                    | Stati Uniti          | 3-49:56              | 499                  | 8                    | Gran Bretagna        | 3-19:22              | 499                  |
| 9                    | Irlanda              | 3-33:25              | 448                  | 9                    | Bahamas              | 3-40:25              | 448                  | 9                    | Irlanda              | 3-50:15              | 448                  | 9                    | Germania             | 3-19:28              | 448                  |
| 10                   | Unione Sovietica     | 3-34:27              | 402                  | 10                   | Unione Sovietica     | 3-40:36              | 402                  | 10                   | Austria              | 3-50:16              | 402                  | 10                   | Canada               | 3-19:31              | 402                  |
| 11                   | Francia              | 3-34:35              | 361                  | 11                   | Brasile              | 3-40:45              | 361                  | 11                   | Australia            | 3-50:44              | 361                  | 11                   | Singapore            | 3-20:14              | 361                  |
| 12                   | Sudafrica            | 3-34:50              | 323                  | 12                   | Sudafrica            | 3-41:37              | 323                  | 12                   | Svezia               | 3-51:28              | 323                  | 12                   | Irlanda              | 3-20:23              | 323                  |
| 13                   | Singapore            | 3-35:28              | 288                  | 13                   | Australia            | 3-41:44              | 288                  | 13                   | Argentina            | 3-51:32              | 288                  | 13                   | Francia              | 3-21:06              | 288                  |
| 14                   | Austria              | 3-35:48              | 256                  | 14                   | Argentina            | 3-41:50              | 256                  | 14                   | Singapore            | 3-51:34              | 256                  | 14                   | Brasile              | 3-21:25              | 256                  |
| 15                   | Bahamas              | 3-35:50              | 226                  | 15                   | Austria              | 3-42:20              | 226                  | 15                   | Danimarca            | 3-51:40              | 226                  | 15                   | Unione Sovietica     | 3-21:44              | 226                  |
| 16                   | Brasile              | 3-37:44              | 198                  | 16                   | Italia               | 3-42:48              | 198                  | 16                   | Bahamas              | 3-52:19              | 198                  | 16                   | Argentina            | 3-23:36              | 198                  |
| 17                   | Birmania             | 3-39:43              | 172                  | 17                   | Canada               | 3-42:57              | 172                  | 17                   | Birmania             | 3-53:23              | 172                  | 17                   | Birmania             | 3-24:00              | 172                  |
| 18                   | Argentina            | 3-40:41              | 147                  | 18                   | Birmania             | 3-45:03              | 147                  | 18                   | Figi                 | 3-53:33              | 147                  | 18                   | Figi                 | 3-24:40              | 147                  |
| -                    | Figi                 | DNF                  | 0                    | 19                   | Figi                 | 3-45:28              | 123                  | -                    | Belgio               | DNF                  | 0                    | -                    | Australia            | DNF                  | 0                    |
| -                    | Germania             | DNF                  | 0                    | -                    | Irlanda              | DNF                  | 0                    | -                    | Brasile              | DQ                   | 0                    | -                    | Austria              | DNF                  | 0                    |

| Regata 5 3 dicembre | Regata 5 3 dicembre | Regata 5 3 dicembre | Regata 5 3 dicembre | Regata 6 4 dicembre | Regata 6 4 dicembre | Regata 6 4 dicembre | Regata 6 4 dicembre | Regata 7 5 dicembre | Regata 7 5 dicembre | Regata 7 5 dicembre | Regata 7 5 dicembre |
| Pos.                | Nazione             | Tempo               | Punti               | Pos.                | Nazione             | Tempo               | Punti               | Pos.                | Nazione             | Tempo               | Punti               |
| ------------------- | ------------------- | ------------------- | ------------------- | ------------------- | ------------------- | ------------------- | ------------------- | ------------------- | ------------------- | ------------------- | ------------------- |
| 1                   | Danimarca           | 3-29:17             | 1402                | 1                   | Danimarca           | 3-25:15             | 1402                | 1                   | Danimarca           | 3-20:52             | 1402                |
| 2                   | Belgio              | 3-30:54             | 1101                | 2                   | Stati Uniti         | 3-26:43             | 1101                | 2                   | Belgio              | 3-21:45             | 1101                |
| 3                   | Stati Uniti         | 3-32:05             | 925                 | 3                   | Belgio              | 3-27:35             | 925                 | 3                   | Germania            | 3-22:30             | 925                 |
| 4                   | Bahamas             | 3-32:24             | 800                 | 4                   | Germania            | 3-28:00             | 800                 | 4                   | Stati Uniti         | 3-22:35             | 800                 |
| 5                   | Austria             | 3-32:52             | 703                 | 5                   | Sudafrica           | 3-28:10             | 703                 | 5                   | Australia           | 3-22:54             | 703                 |
| 6                   | Svezia              | 3-33:28             | 624                 | 6                   | Svezia              | 3-28:35             | 624                 | 6                   | Canada              | 3-23:07             | 624                 |
| 7                   | Australia           | 3-33:45             | 557                 | 7                   | Bahamas             | 3-28:46             | 557                 | 7                   | Svezia              | 3-23:39             | 557                 |
| 8                   | Canada              | 3-33:55             | 499                 | 8                   | Italia              | 3-28:58             | 499                 | 8                   | Unione Sovietica    | 3-24:35             | 499                 |
| 9                   | Brasile             | 3-34:10             | 448                 | 9                   | Gran Bretagna       | 3-29:12             | 448                 | 9                   | Bahamas             | 3-24:45             | 448                 |
| 10                  | Italia              | 3-35:15             | 402                 | 10                  | Unione Sovietica    | 3-29:16             | 402                 | 10                  | Italia              | 3-24:47             | 402                 |
| 11                  | Singapore           | 3-35:25             | 361                 | 11                  | Canada              | 3-29:26             | 361                 | 11                  | Sudafrica           | 3-25:00             | 361                 |
| 12                  | Francia             | 3-35:27             | 323                 | 12                  | Irlanda             | 3-30:14             | 323                 | 12                  | Austria             | 3-25:18             | 323                 |
| 13                  | Irlanda             | 3-35:55             | 288                 | 13                  | Argentina           | 3-30:32             | 288                 | 13                  | Singapore           | 3-25:20             | 288                 |
| 14                  | Unione Sovietica    | 3-36:08             | 256                 | 14                  | Australia           | 3-30:35             | 256                 | 14                  | Brasile             | 3-25:50             | 256                 |
| 15                  | Argentina           | 3-37:37             | 226                 | 15                  | Francia             | 3-30:56             | 226                 | 15                  | Gran Bretagna       | 3-26:00             | 226                 |
| 16                  | Figi                | 3-41:02             | 198                 | 16                  | Singapore           | 3-32:06             | 198                 | 16                  | Francia             | 3-26:38             | 198                 |
| 17                  | Birmania            | 3-45:10             | 172                 | 17                  | Birmania            | 3-35:32             | 172                 | 17                  | Figi                | 3-27:32             | 172                 |
| -                   | Gran Bretagna       | DNF                 | 0                   | 18                  | Figi                | 3-35:47             | 147                 | 18                  | Birmania            | 3-30:30             | 147                 |
| -                   | Germania            | DNF                 | 0                   | -                   | Austria             | DNF                 | 0                   | -                   | Argentina           | DNF                 | 0                   |
| -                   | Sudafrica           | DNF                 | 0                   | -                   | Brasile             | DNF                 | 0                   | -                   | Irlanda             | DNF                 | 0                   |

## Classifica finale
| Pos.    | Skipper                | Nazione          | Punti ottenuti nelle regate | Punti ottenuti nelle regate | Punti ottenuti nelle regate | Punti ottenuti nelle regate | Punti ottenuti nelle regate | Punti ottenuti nelle regate | Punti ottenuti nelle regate | Punti Totali |
| Pos.    | Skipper                | Nazione          | 1                           | 2                           | 3                           | 4                           | 5                           | 6                           | 7                           | Punti Totali |
| ------- | ---------------------- | ---------------- | --------------------------- | --------------------------- | --------------------------- | --------------------------- | --------------------------- | --------------------------- | --------------------------- | ------------ |
| Oro     | Paul Elvstrøm          | Danimarca        | 1402                        | 499                         | 226                         | 1402                        | 1402                        | 1402                        | 1402                        | 7509         |
| Argento | André Nelis            | Belgio           | 624                         | 1402                        | 0                           | 1101                        | 1101                        | 925                         | 1101                        | 6254         |
| Bronzo  | John Marvin            | Stati Uniti      | 1101                        | 1101                        | 499                         | 925                         | 925                         | 1101                        | 800                         | 5953         |
| 4       | Jürgen Vogler          | Germania         | 0                           | 925                         | 1101                        | 448                         | 0                           | 800                         | 925                         | 4199         |
| 5       | Rickard Sarby          | Svezia           | 925                         | 703                         | 323                         | 557                         | 624                         | 624                         | 557                         | 3990         |
| 6       | Eric Bongers           | Sudafrica        | 323                         | 323                         | 1402                        | 800                         | 0                           | 703                         | 361                         | 3912         |
| 7       | Adelchi Pelaschiar     | Italia           | 557                         | 198                         | 925                         | 624                         | 402                         | 499                         | 402                         | 3409         |
| 8       | Bruce Kirby            | Canada           | 703                         | 172                         | 624                         | 402                         | 499                         | 361                         | 624                         | 3213         |
| 9       | Kenneth Albury         | Bahamas          | 226                         | 448                         | 198                         | 703                         | 800                         | 557                         | 448                         | 3182         |
| 10      | Colin Ryrie            | Australia        | 800                         | 288                         | 361                         | 0                           | 557                         | 256                         | 703                         | 2965         |
| 11      | Richard Creagh-Osborne | Gran Bretagna    | 499                         | 624                         | 557                         | 499                         | 0                           | 448                         | 226                         | 2853         |
| 12      | Yury Shavrin           | Unione Sovietica | 402                         | 402                         | 703                         | 226                         | 256                         | 402                         | 499                         | 2664         |
| 13      | Didier Poissant        | Francia          | 361                         | 557                         | 800                         | 288                         | 323                         | 226                         | 198                         | 2555         |
| 14      | Jack Snowden           | Singapore        | 288                         | 800                         | 256                         | 361                         | 361                         | 198                         | 288                         | 2354         |
| 15      | Wolfgang Erndl         | Austria          | 256                         | 226                         | 402                         | 0                           | 703                         | 0                           | 323                         | 1910         |
| 16      | Somers Payne           | Irlanda          | 448                         | 0                           | 448                         | 323                         | 288                         | 323                         | 0                           | 1830         |
| 17      | Joaquim Roderbourg     | Brasile          | 198                         | 361                         | 0                           | 256                         | 448                         | 0                           | 256                         | 1519         |
| 18      | Esteban Berisso        | Argentina        | 147                         | 256                         | 288                         | 198                         | 226                         | 288                         | 0                           | 1403         |
| 19      | Lwin U Maung Maung     | Birmania         | 172                         | 147                         | 172                         | 172                         | 172                         | 172                         | 147                         | 1007         |
| 20      | Nesbit Bentley         | Figi             | 0                           | 123                         | 147                         | 147                         | 198                         | 147                         | 172                         | 934          |